# Lingua sori-harengan

La lingua sori-harengan è una delle lingue delle isole dell'Ammiragliato, parlata da 570 persone sulla costa occidentale dell'isola di Manus e sulle isolette di Sori ed Harengan (Provincia di Manus - Papua Nuova Guinea). I due dialetti sono pressoché identici. I locutori utilizzano anche la lingua nyindrou. 

## Classificazione
Secondo Ethnologue, la lingua appartiene alla famiglia linguistica delle Lingue austronesiane, ramo maleo-polinesiaco orientale, gruppo delle Lingue oceaniche, Lingue delle isole dell'Ammiragliato orientali, Lingue di Manus occidentali.